# Rhoda Abbott
Rhoda Abbott, född 14 januari 1873, död 18 februari 1946, var en brittisk kvinna som överlevde förlisningen av RMS Titanic. Hon är känd som den enda kvinnliga passagerare som befann sig ombord på Titanic när skeppet sjönk och överlevde.

## Biografi
Hon var född i Storbritannien men emigrerade 1894 till USA. Hon gifte sig med idrottaren Stanton Abbott, och fick två söner: Rossmore Abbott (21 Februari 1896 – 15 April 1912) och Eugene Abbott (31 mars 1898 – 15 April 1912). 
Hon skilde sig och återvände 1911 med sina söner till Storbritannien, där hon arbetade som sömmerska. På grund av sina söners hemlängtan beslöt hon att återvända till USA. Hon bokade biljetter i tredje klass för dem alla tre på Titanic. 

### Förlisningen
Kl. 00:15 15 april väcktes de av en steward som bad dem ta på livvästar och gå upp på däck. De väntade länge bland tredje klass, men lyckades så småningom ta sig till andra klass. Hennes son Rossmore Abbott uppges ha bett till Gud om att hans mor skulle få leva även om han och hans bror dog. 
Hennes söner tilläts följa med henne till livbåtarna trots kvinnor och barn först-regeln, och hon tycks ha utgått ifrån att de vid 13 och 16 års ålder var unga nog för att få följa med henne i båten. Hon fick vid kl. 02-tiden en plats i livbåt C, som var en av de sista att lämna skeppet. När hon fick klart för sig att hennes söner inte skulle tillåtas stiga i båten med henne, vägrade hon att stiga i själv, och steg ur kön. 
Hon kvarblev på Titanic till skeppet sjönk ungefär en kvart senare. När Titanic sjönk sköljdes hon ned i isvattnet och separerades från sina söner trots sina försök att hålla fast i dem. Under tiden i vattnet försökte hon hitta dem, men tvingades ge upp när hon var nära att förfrysa, och lyckades kravla sig upp i livbåt A, som hade sköljts från Titanics däck när skeppet sjönk. Under följande timmar omkom många av de som lyckats ta sig i livbåt A. När livbåt 14 under ledning av Harold Lowe återvände för att plocka upp personer ur vattnet, var hon en av 13 i livbåt A som fortfarande levde (samt den enda kvinnan). 
Hennes söner omkom båda två och endast Rossmores kropp återfanns. Rhoda Abbot själv sade att hon inte ångrade att hon stannade kvar på Titanic tills det sjönk eftersom det gjorde det möjligt för henne att stanna med sina söner så länge som möjligt. På Carpathia fick hon särskild omvårdnad i rökrummet och vårdades efter ankomsten till New York länge på Manhattan's St. Vincent's Hospital på grund av förfrusna ben. Hon återvann rörligheten i benen, men led i resten av livet av astma.